# Egidio Marangoni
Egidio Marangoni (Martinengo, 16 ottobre 1919 – Bergamo, 26 agosto 2009) è stato un ciclista su strada italiano.
Professionista e indipendente tra il 1943 e il 1952, colse in carriera quattro vittorie e partecipò tre volte al Giro d'Italia.

## Carriera
Tesserato dell'U.C. Bergamasca, corse per alcune squadre di marca tra cui la Legnano, la Wally, la Fuchs e la Fiorelli. Vinse una tappa al Trofeo Baracchi nel 1942, una tappa al Giro del Piemonte 1945 e una tappa e la classifica finale della Grenoble-Torino nel 1947.

## Palmarès
- 1942

2ª tappa Trofeo Baracchi (Bergamo > Bergamo)
- 1945

1ª tappa Giro del Piemonte (Torino > Cuneo)
- 1947

2ª tappa Grenoble-Torino (Torino > Grenoble)
Classifica generale Grenoble-Torino

## Piazzamenti

### Grandi Giri
- Giro d'Italia

1946: 28º
1947: 24º
1948: 23º

### Classiche monumento
- Milano-Sanremo

1942: 6º
1943: 23º
1946: 15º
1947: 12º
1948: 39º
1949: 56º
1952: 97º
- Giro di Lombardia

1947: 9º
1948: 19º